# Sopubia matsumurae
Sopubia matsumurae là loài thực vật có hoa thuộc họ Cỏ chổi. Loài này được (T. Yamaz.) C.Y. Wu miêu tả khoa học đầu tiên năm 1999.